# Bač (Serbia)
Bač (in serbo Бач?, in ungherese Bács) è una città e una municipalità del distretto della Bačka Meridionale nella parte occidentale della provincia autonoma della Voivodina, al confine con la Croazia. La regione della Bačka prende appunto nome dalla città.

## Villaggi della municipalità
- Bačko Novo Selo - 1 228 abitanti (censimento 2002)
- Bođani - 1 113 abitanti (censimento 2002)
- Plavna - 1 392 abitanti (censimento 2002)
- Selenča - 3 279 abitanti (censimento 2002)
- Vajska - 3 169 abitanti (censimento 2002)